# Ивковцы (Черкасская область)
И́вковцы (укр. І́вківці) — село в Черкасском районе Черкасской области Украины. До 17 июля 2020 года входило в состав Чигиринского района. Расположено на реке Ивковчанка.
Население по переписи 2001 года составляло 402 человека. Почтовый индекс — 20932. Телефонный код — 4730.

## Местная власть
20930, Черкасская обл., Черкасский р-н, с. Медведевка

## Археология
- Владимир Антонович в 1895 году зафиксировал на территории села 5 курганов в полях, несколько поселений. В западной части села Антонович на своей карте обозначил как неисследованный курган «Семидубову гору».
- Позднезарубинецкое поселение праславян в селе Ивковцы датируется I веком нашей эры[1].